# Konrad Weise
Konrad Weise (Greiz, 17 de Agosto de 1951) é um ex-futebolista profissional alemão que atuava como líbero, campeão olímpico.

## Títulos
Alemanha Oriental
- Jogos Olímpicos: 1976

## Ligações Externas
- Perfil na Sports Reference